# Тосёдай-дзи

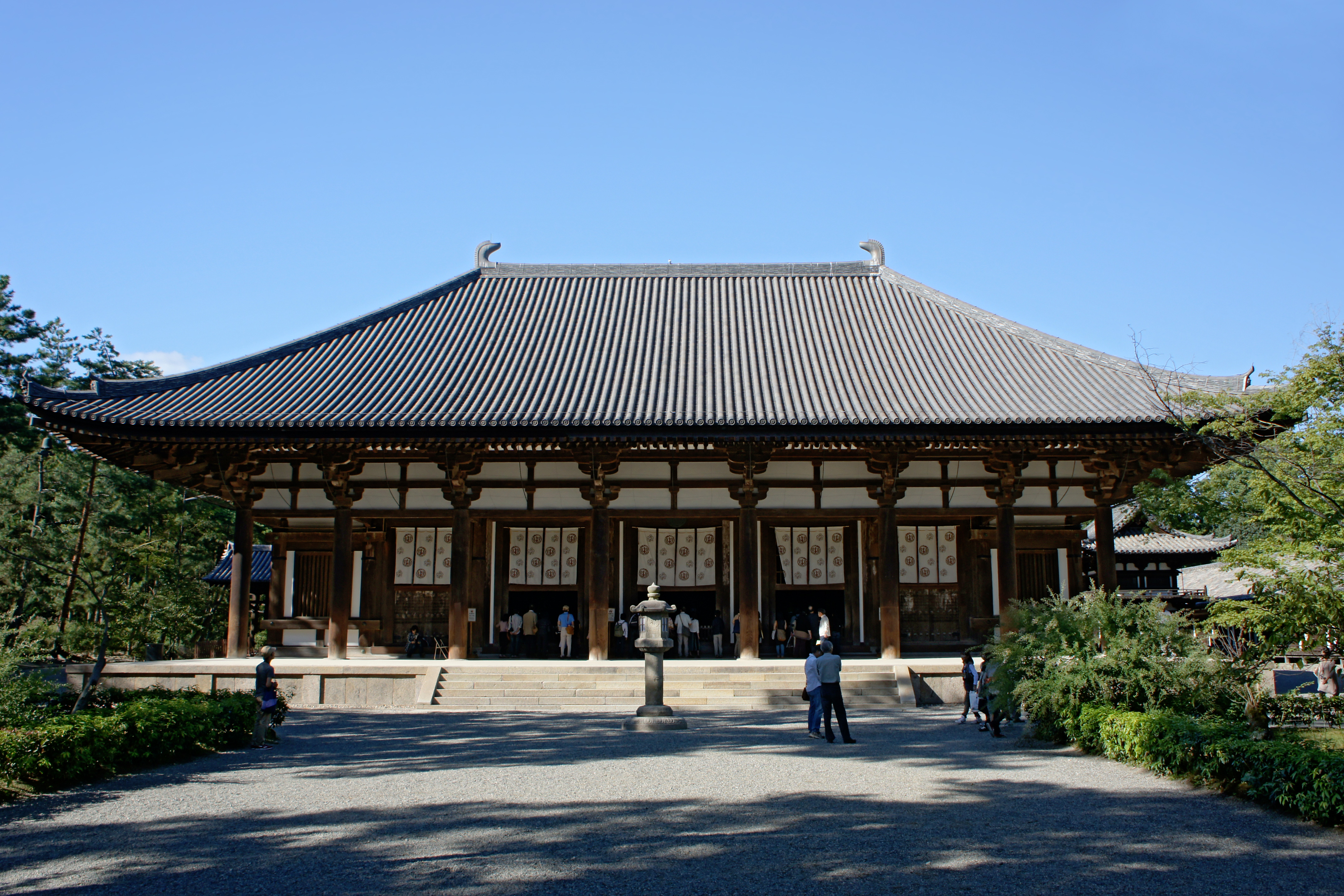
Храм Тосёдай-дзи

Тосёдай-дзи (яп. 唐招提寺) — древний буддийский храм в Япония в городе Нара. Храм охраняется как объект Всемирное наследия ЮНЕСКО.
Храм представляет традицию риссю, хотя формально передан школе сингон.
Храм был основан в 759 году китайским монахом Гандзином (Цзяньчжэнем). Гандзин пытался проникнуть в Японию пять раз, но каждый раз терпел неудачу — то из-за шторма корабль возвращался назад, то он попадал в кораблекрушение, то ему мешали чиновники. Гандзин ослеп, но на шестой раз смог доехать до Японии и основать храм. Он похоронен в этом храме.
Зал для лекций (кодо) раньше был частью императорского дворца в Наре, это единственная сохранившаяся постройка.
Сзади Миэй находится деревянная статуя Гандзина, которую показывают посетителям раз в год с 5 по 7 июня.
Там же находится Будда Русяна (Вайрочана), тысячерукая Каннон и статуя сидящего Гандзина.
Главный зал (кондо) был построен после смерти Гандзина, предположительно в 781. С 2000 по 2009/2010 годы проводился ремонт храма.